# Az én apám
Az én apám (lett. "Mio padre") è un singolo del cantante ungherese Joci Pápai, pubblicato il 23 dicembre 2018 su etichetta discografica Origo Produkció.
Scritto da Pápai stesso in collaborazione con Ferenc Molnár Caramel, il brano è stato selezionato ad A Dal 2019, processo selezione nazionale per l'Eurovision Song Contest. Nella serata finale del programma è stato proclamato vincitore nella super finalissima, avendo ottenuti il maggior numero di voti dal televoto. Questo gli ha concesso il diritto di rappresentare l'Ungheria all'Eurovision Song Contest 2019, a Tel Aviv, in Israele. Qui si è esibito nella prima semifinale del 14 maggio, ma non si è qualificato per la finale, piazzandosi 12º su 17 partecipanti con 97 punti totalizzati, di cui 32 dal televoto e 65 dalle giurie. È risultato il più votato dal pubblico in Serbia.
Si tratta della seconda partecipazione dell'artista all'Eurovision, diventano il primo cantante a rappresentare l'Ungheria per due volte, dopo che nel 2017 si è classificato 8º alla manifestazione con il brano Origo.

## Tracce
Download digitale
1. Az én apám – 3:01

## Classifiche
| Classifica (2019) | Posizione massima |
| ----------------- | ----------------- |
| Ungheria          | 31                |